# Jordanoleiopus rufotibialis
Jordanoleiopus rufotibialis är en skalbaggsart som beskrevs av Stefan von Breuning 1977. Jordanoleiopus rufotibialis ingår i släktet Jordanoleiopus och familjen långhorningar. Inga underarter finns listade i Catalogue of Life.